# Cynometra duckei
Cynometra duckei är en ärtväxtart som beskrevs av John Duncan Dwyer. Cynometra duckei ingår i släktet Cynometra, och familjen ärtväxter. Inga underarter finns listade i Catalogue of Life.